# Мосе Джанашвили
Мосе Джанашвили (на грузински: მოსე ჯანაშვილი) е грузински историк и филолог.

## Биография
Роден е на 31 март (19 март стар стил) 1855 година в Гах. Завършва Тифлиската семинария, след което преподава история и грузински език в различни средни и висши училища в Тифлис. Автор е на учебници и на обшираната монография „История на Грузинската църква“.
Мосе Джанашвили умира на 19 април 1934 година в Тифлис.